# 郭定鉉
郭 定鉉（クァク・チョンヒョン、朝鮮語: 곽정현、1933年2月6日 - 2024年2月26日）は、大韓民国の実業家、政治家。第11代韓国国会議員。
本貫は清州郭氏、号は恵山。仏教徒。

## 経歴
日本統治時代の忠清南道礼山郡出身。国民大学校農業経営学科卒。ソウル大学校、延世大学校行政大学院高位課程修了。農村4H運動を経て、忠清南道指導係長、地域社会開発忠清南道代表、農業協同組合中央会参事、セマウル指導者研修院副院長・院長、国保委セマウル企画委員、第11代国会農水産委員・予算決算委員、民主正義党国民運動推進本部長、セマウル運動中央本部設立準備委員会幹事長・初代理事、大韓民国憲政会理事、韓国技術工業振興会会長、大韓商工会議所常任委員、韓国経済人連合会会員、株式会社セイル重工業代表理事、韓国児童福祉財団理事長、社会福祉法人セーブ・ザ・チルドレン・コリア理事長、韓国無窮花宣揚会副会長、柳寛順烈士記念事業会長、憲政会運営委員会議長、朴正煕大統領精神文化宣揚会総裁などを務めた。
2024年2月26日死去。享年91。